# Kim Choon-bong
Kim Choon-bong (koreanisch 김춘봉; * 15. März 1941 in Pjöngjang) ist ein ehemaliger nordkoreanischer Eisschnellläufer.
Kim nahm ausschließlich in der Saison 1963/64 an internationalen Wettbewerben teil. Dabei belegte er bei der Mehrkampfweltmeisterschaft 1964 in Helsinki den 31. Platz im Großen Vierkampf und bei den Olympischen Winterspielen 1964 in Innsbruck den 30. Platz über 5000 m sowie den 23. Rang über 10.000 m.

## Persönliche Bestzeiten
| Disziplin | Zeit        | Datum            | Ort       |
| --------- | ----------- | ---------------- | --------- |
| 500 m     | 43,1 s      | 31. Januar 1964  | Pujon     |
| 1500 m    | 2:22,5 min  | 23. Februar 1964 | Helsinki  |
| 5000 m    | 8:20,4 min  | 23. Februar 1964 | Helsinki  |
| 10.000 m  | 17:10,8 min | 7. Februar 1964  | Innsbruck |